# Songs for Drella
Songs for Drella – album Lou Reeda i Johna Cale’a wydany 11 kwietnia 1990 przez wytwórnie Sire i Warner Bros. Nagrań dokonano w grudniu 1989 i w styczniu 1990 w studiu Sigma Sound (Nowy Jork). 

## Lista utworów
1. „Smalltown” (L. Reed, J. Cale) – 2:04
2. „Open House” (L. Reed, J. Cale) – 4:18
3. „Style It Takes” (L. Reed, J. Cale) – 2:54
4. „Work” (L. Reed, J. Cale) – 2:38
5. „Trouble with Classicists” (L. Reed, J. Cale) – 3:42
6. „Starlight” (L. Reed, J. Cale) – 3:28
7. „Faces and Names” (L. Reed, J. Cale) – 4:12
8. „Images” (L. Reed, J. Cale) – 3:31
9. „Slip Away (A Warning)” (L. Reed, J. Cale) – 3:05
10. „It Wasn't Me” (L. Reed, J. Cale) – 3:30
11. „I Believe” (L. Reed, J. Cale) – 3:18
12. „Nobody But You” (L. Reed, J. Cale) – 3:46
13. „A Dream” (L. Reed, J. Cale) – 6:33
14. „Forever Changed” (L. Reed, J. Cale) – 4:52
15. „Hello It's Me” (L. Reed, J. Cale) – 3:13

## Skład
- John Cale – śpiew, instr. klawiszowe, wiolonczela
- Lou Reed – śpiew, gitara